# Ben van Os
Ben van Os (Den Haag, 1 december 1944 – aldaar, 2 juli 2012) was een Nederlandse production designer en artdirector. Hij ontwierp opvallende decors voor meer dan zestig speelfilms en werd in zijn internationale carrière tweemaal genomineerd voor een Academy Award in de categorie Best Art Direction.
In 1991 won hij samen met Jan Roelfs een Gouden Kalf voor hun oeuvre.

## Biografie
Ben van Os groeide op in Den Haag en bezocht er de Koninklijke Academie van Beeldende Kunsten. Aanvankelijk werkte hij als interieurarchitect. Zijn gevoel voor theater en film ontwaakte toen filmregisseur Eric de Kuyper hem in 1982 vroeg te helpen bij het opbouwen van de set van zijn film Naughty Boys. Hieruit volgden samenwerkingen met filmproducenten Kees Kasander en Matthijs van Heijningen en regisseurs Frans Weisz, George Sluizer en Peter Webber. In 1985 combineerde hij het decorontwerp met een rol als acteur in de film A Strange Love Affair. Kasander introduceerde hem bij regisseur en kunstschilder Peter Greenaway, met wie Van Os een reeks van bizarre, droomachtige films maakte. De barokke, onwereldse decors in A Zed & Two Noughts (1985), Drowning by Numbers (1986), The Cook, the Thief, His Wife and Her Lover (1989) en Prospero's Books (1991) en hun vervreemdende effecten zijn het werk van Ben van Os en zijn compagnon Jan Roelfs. Van Os omschreef zijn creaties als een "verhevigde werkelijkheid". In 1993 maakte hij met Greenaway een meer conventionele documentaire over het leven van Darwin.
Van Os en Roelfs werden genomineerd voor een Oscar in de categorie 'Best Art Direction' vanwege hun werk aan de film Orlando van Sally Potter. Na Orlando scheidden hun wegen toen Roelfs zijn geluk in de Verenigde Staten wilde proeven. Van Os begaf zich ook weer buiten de cinematografie en ontwierp in 1995 de aankleding van de trouwzaal in het Haagse stadhuis.
In 2005 ontving Ben van Os van zijn geboortestad de Ouborgprijs, die vergezeld ging van een boekpublicatie met een overzicht van zijn veelzijdige werk en een tentoonstelling in het Gemeentemuseum Den Haag.
Van Os moest zijn werkzaamheden staken toen de neurologische ziekte multisysteematrofie bij hem werd vastgesteld, waarna zijn gezondheid geleidelijk aan verslechterde. Hij bracht zijn laatste jaren door in een verzorgingshuis in Scheveningen en overleed in 2012 op 67-jarige leeftijd.

## Onderscheidingen
- in 1990 voor The Cook, the Thief, His Wife and Her Lover: nominatie European Film Award, categorie Best Production Designer
- in 1991 voor hun werk in de laatste vijf jaar: Gouden Kalf, categorie vakprijs Art Direction, gedeeld met Jan Roelfs
- in 1994 voor Orlando: Oscarnominatie, categorie Best Art Direction-Set Decoration, te delen met Jan Roelfs
- in 2004 voor It's All About Love: Robert of the Robert Festivalprijs, categorie Best Production Design, gedeeld met Jette Lehmann
- in 2004 voor Girl with a Pearl Earring: Oscarnominatie, categorie Best Art Direction; nominatie BAFTA Award, categorie Best Production Design; nominatie Excellence in Production Design Award van het Art Directors Guild; nominatie Phoenix Film Critics Society Award, categorie Best Production Design
- in 2005 voor The Libertine: nominatie British Independent Film Award, categorie Best Technical Achievement
- in 2005 voor het lokale en nationale belang van zijn oeuvre: Piet Ouborg Prijs van de stad Den Haag

## Filmografie

### Als production designer
- 1985: Mathilde
- 1986: A Zed & Two Noughts
- 1986: In de schaduw van de overwinning
- 1988: Drowning by Numbers
- 1989: The Cook, the Thief, His Wife and Her Lover
- 1991: Prospero's Books
- 1991: Eline Vere
- 1992: Orlando (co-production designer)
- 1993: The Baby of Mâcon
- 1993: Dark Blood
- 1994: 1000 Rosen
- 1995: All Men Are Mortal
- 1995: Affair play
- 1997: The Gambler
- 1997: Rhinoceros Hunting in Budapest
- 1999: Alegría
- 1999: Quidam, Quidam
- 2000: Arabian Nights (televisiefilm)
- 2001: The Triumph of Love
- 2002: Max
- 2002: The Baroness and the Pig
- 2002: Fogbound
- 2002: Claim
- 2003: Girl with a Pearl Earring
- 2003: It's All About Love
- 2004: The Libertine

## Als artdirector
- 1984: Naughty Boys
- 1985: A Strange Love Affair
- 1985: Het bittere kruid
- 1986: Blindeman (televisiefilm)
- 1986: Shadow of Victory
- 1987: Zjoek: De kunst van het vergeten
- 1987: Havinck
- 1987: Blonde Dolly
- 1988: Shadowman
- 1989: Leedvermaak
- 1989: Laura Ley
- 1990: Alissa in Concert
- 1990: Sailors Don't Cry
- 1991: Eline Vere
- 1991: A Walk Through Prospero's Library (korte televisiedocumentaire)
- 1991: Tadzio (korte film)
- 1993: Darwin
- 1993: Hoffman's honger
- 1995: Hoogste tijd